# Baszi
Baszi (pers. باشي) – wieś w Iranie, w ostanie Buszehr. W 2006 roku miejscowość liczyła 708 mieszkańców w 166 rodzinach.